# Rue de l'Armée-d'Orient
La rue de l'Armée-d'Orient est une voie du 18e arrondissement de Paris, en France.

## Situation et accès
La rue de l'Armée-d'Orient est une voie publique située dans le 18e arrondissement de Paris. Elle débute au 68, rue Lepic et se termine au 78 de la même rue. Elle présente la particularité d'avoir un retour d'équerre (angle droit) et, comme de nombreuses rues du quartier, d'être partiellement en pente.

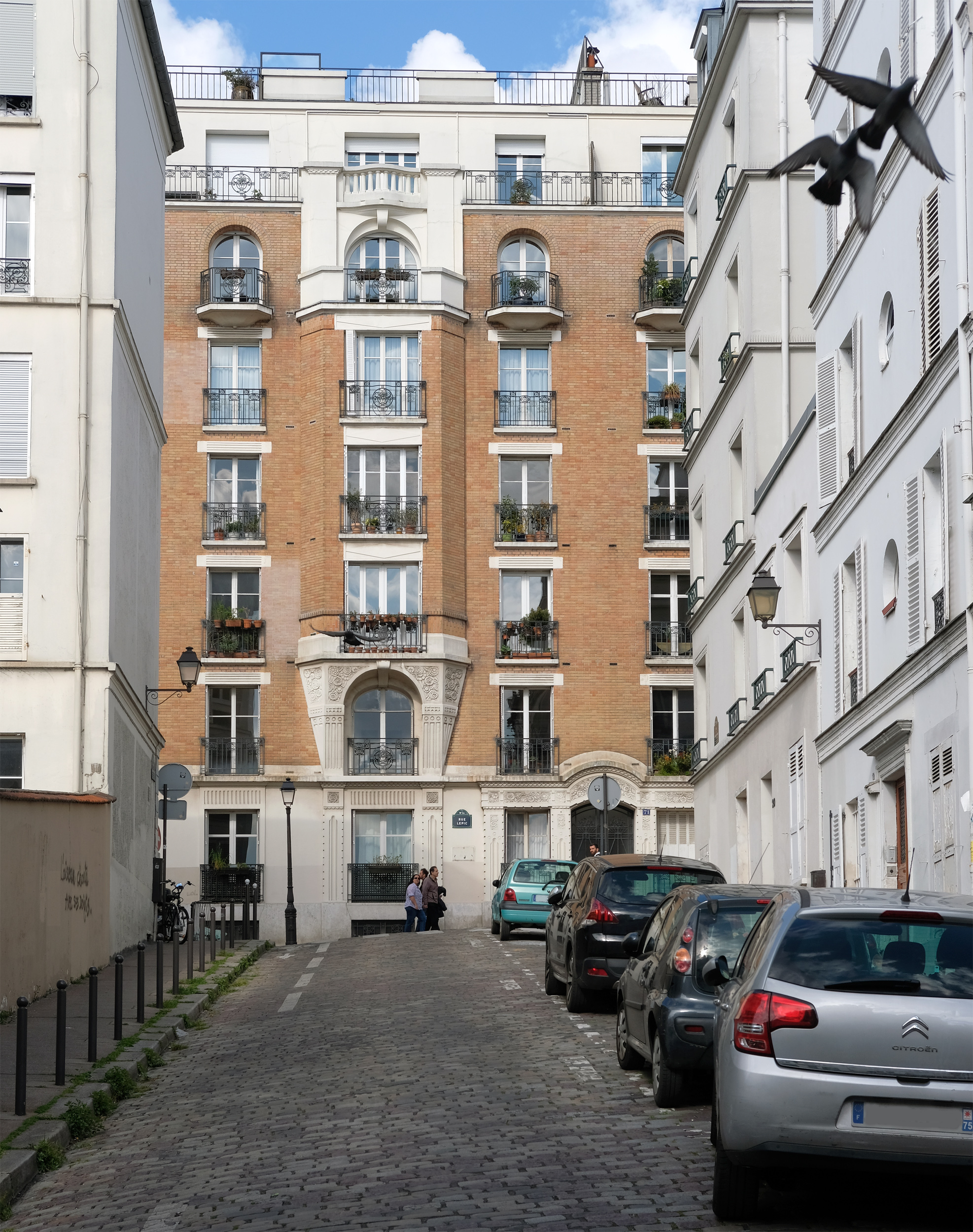
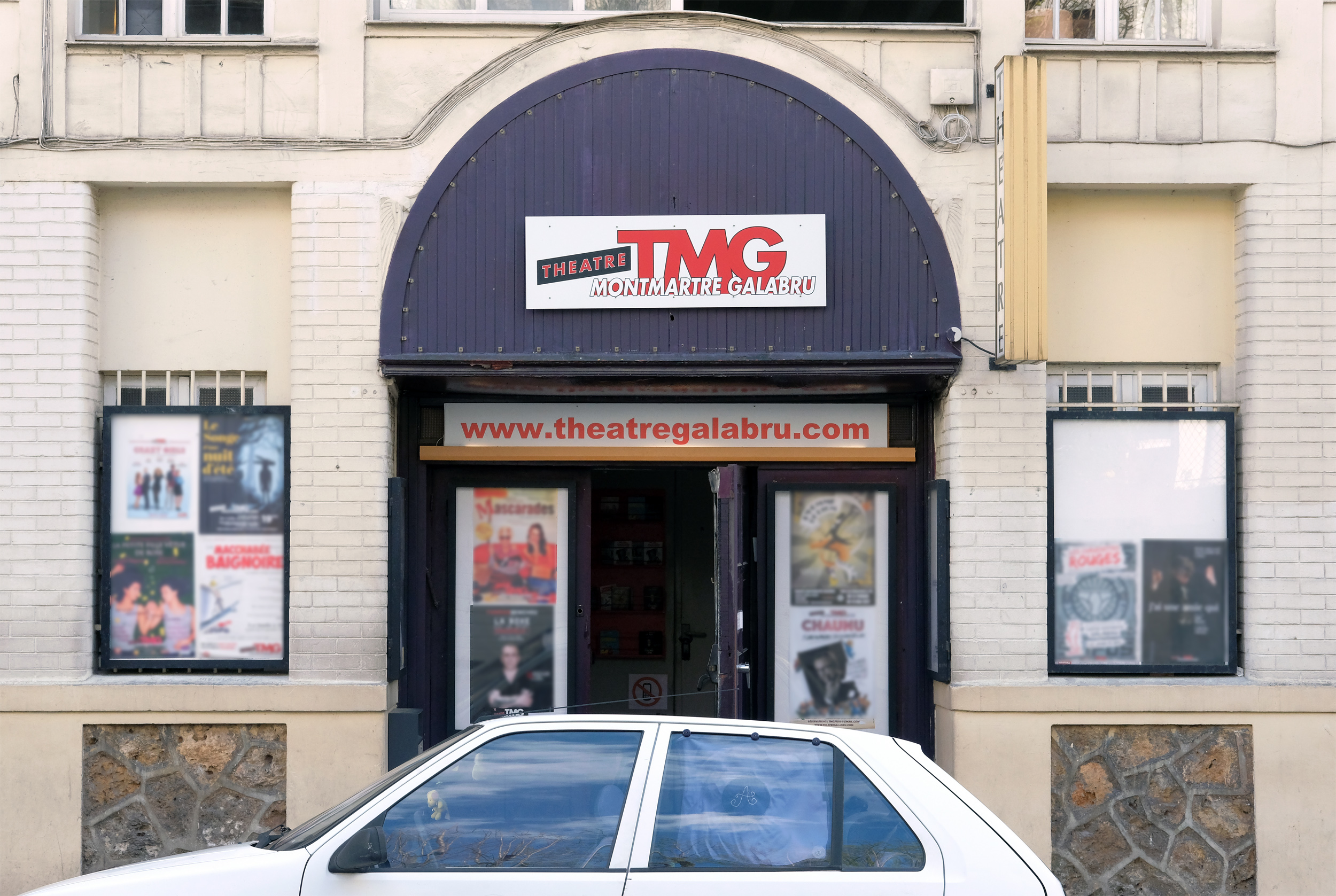
Le théâtre Montmartre-Galabru.

## Origine du nom
Cette rue rend hommage aux soldats français qui ont combattu dans cette région au cours de la Première Guerre mondiale.

## Historique
Cette voie en forme de « L » est une ancienne voie de la commune de Montmartre, classée dans la voirie parisienne par un décret du 23 mai 1863, sous le nom de « rue de l'Orient » avant de devenir « rue de l'Armée-d'Orient » par un arrêté municipal du 30 août 1978.